# Inspektorat Koło Armii Krajowej
Inspektorat Koło Armii Krajowej – terenowa struktura Okręgu Łódź Armii Krajowej.

## Skład organizacyjny
Organizacja w 1944:
- Obwód Koło AK
- Obwód Turek AK
- Obwód Konin AK